# Gerhard Baudy
Gerhard J. Baudy (* 26. Januar 1950 in Zweibrücken) ist ein deutscher Klassischer Philologe.

## Leben
Baudy studierte ab 1969 Gräzistik, Latinistik, Germanistik und Religionswissenschaft an den Universitäten Saarbrücken und Tübingen. Er wurde 1977 in Tübingen mit der Dissertation Exkommunikation und Reintegration: Zur Genese und Kulturfunktion frühgriechischer Einstellungen zum Tod promoviert. Anschließend war er Assistent von Ernst-Richard Schwinge. 1986 erschien sein Buch Adonisgärten. Studien zur antiken Samensymbolik (darin: Initiationsmotive in Platons „Phaidros“). Seine Habilitation erfolgte 1989 in Kiel mit der Schrift Die Brände Roms: Ein apokalyptisches Motiv in der antiken Historiographie. 1994 wurde er (in Nachfolge von Hans-Joachim Newiger) auf den Lehrstuhl für Griechische Literaturwissenschaft an der Universität Konstanz berufen. Mit Ablauf des Wintersemesters 2015/16 trat er in den Ruhestand, hielt jedoch weiterhin Lehrveranstaltungen ab. Sein Lehrstuhl wurde nicht wieder besetzt.

## Schriften (Auswahl)
- Exkommunikation und Reintegration. Zur Genese und Kulturfunktion frühgriechischer Einstellungen zum Tod. Frankfurt am Main / Bern / Cirencester 1980, ISBN 978-3-8204-6782-6 (zugleich Dissertation, Universität Tübingen).
- Adonisgärten. Studien zur antiken Samensymbolik. Frankfurt am Main 1986 (= Beiträge zur klassischen Philologie 176), ISBN 978-3-445-02493-0.
- Die Brände Roms. Ein apokalyptisches Motiv in der antiken Historiographie. Hildesheim / Zürich / New York 1991 (= Spudasmata 50), ISBN 978-3-487-09480-9.